# Pietra de' Giorgi
Pietra de' Giorgi là một đô thị ở tỉnh Pavia trong vùng Lombardia của Ý, có cự ly khoảng 45 km về phía nam của Milan và khoảng 15 km về phía đông nam của Pavia. Tại thời điểm ngày 31 tháng 12 năm 2004, đô thị này có dân số 857 người và diện tích là 11 km².
Pietra de' Giorgi giáp các đô thị sau: Broni, Castana, Cigognola, Lirio, Montalto Pavese, Mornico Losana, Redavalle, Santa Giuletta, Santa Maria della Versa.